# خوسه‌لیتو
خوسه‌لیتو (انگلیسی: Joselito؛ زادهٔ ۱۱ فوریهٔ ۱۹۴۳) یک هنرپیشه و خواننده اهل اسپانیا است.
از فیلم‌ها یا مجموعه‌های تلویزیونی که وی در آن‌ها نقش داشته‌است می‌توان به فیلم اسپانیایی اشاره نمود.